# Georg Gustav Gerdes
Georg Gustav Gerdes (* 8. Januar 1709 in Wismar; † 1758 in Stettin) war ein deutscher Jurist und Historiker. Er gab mehrere Schriften zur Landesgeschichte Mecklenburgs und Pommerns heraus.

## Leben
Georg Gustav Gerdes war der Sohn des Joachim Henning Gerdes († 1725), Sekretär am Obertribunal Wismar. Er studierte an der Universität Helmstedt, wo er 1732 zum Doktor der Rechte promoviert wurde. Im selben Jahr wurde er Advokat und Prokurator am Obertribunal. Nachdem er 1743 Senator geworden war, ging er 1744 als königlich preußischer Justizrat und Stadtsyndikus nach Stettin.
Er gab in den Jahren 1736 bis 1744 in Wismar eine Quellensammlung zur mecklenburgischen Landesgeschichte heraus. In Greifswald, wo er der Gesellschaft „Collectorum historiae et iuris patrii“ angehörte, gab er zusammen mit Augustin von Balthasar eine Schrift über Pommern heraus, die in zwei Ausfertigungen 1747 und 1756 erschien.

## Schriften (Auswahl)
- Nützliche Sammlung verschiedener guten Theils ungedruckter Schriften und Urkunden, welche die Mecklenburg. Landesrechte, Geschichte und Verfassung erläutern können. Wismar 1736–1744.
- Auserlesene Sammlung verschiedener Nachrichten zur Kenntniß des Herzogthums Vor- und Hinterpommern, wie auch der Insel Rügen.